# 지속적 전달
지속적 전달(Continuous delivery, CD)은 팀이 짧은 주기로 소프트웨어를 개발하는 소프트웨어 공학적 접근 방법으로, 소프트웨어를 언제든지 신뢰 가능한 수준으로 출시할 수 있도록 보증하기 위한 것이다. 지속적 전달은 소프트웨어를 더 빠르게 주기적으로 빌드하고 테스트하고 출시하는 것을 목표로 한다. 이러한 접근은 더 많은 증분 업데이트를 제품 단계의 애플리케이션에 적용할 수 있게 함으로써 비용, 시간과 변경사항의 배포에 따른 위험을 줄일 수 있게 한다. 단순하고 반복할 수 있는 배포 프로세스는 지속적 전달에 있어 중요한 요소이다. 

## 지속적 배포(Continuous Deployment)와의 관계
지속적 배포(Continuous Deployment)는 자동화된 소프트웨어 배포를 사용하는 소프트웨어 공학적 접근 방법이다. 그에 따르면 소프트웨어를 짧은 주기로 생산하되, 마지막 제품 단계까지 '버튼 클릭' 을 요구하지 않고 자동화된 소프트웨어 배포 과정을 통한다. 따라서 지속적 배포는 보다 정교한 자동화 형태로 볼 수 있다. 학술 문헌에서는 배포 방식(수동 혹은 자동)에 따라 지속적 전달과 지속적 배포를 구분하고 있다.

## 참고 문헌
- Humble, Jez; Farley, David (2010). 《Continuous Delivery: Reliable Software Releases Through Build, Test and Deployment Automation》. Addison-Wesley. ISBN 978-0-321-60191-9.

## 같이 보기
- 지속적 통합
- 데브옵스
- 버전 관리